# Piracés
Piracés (en aragonés Pirazés) es un municipio perteneciente a la comarca Hoya de Huesca en la provincia homónima (España) situada en terreno quebrado entre los ríos Flumen y Guatizalema. Su distancia a Huesca es de 18 km. 

## Geografía

### Localidades limítrofes
- Sesa
- Tramaced
- Albero Alto

## Historia
El historiador andalusí Al-Udrí la menciona como una de las fortalezas destinadas a la protección de la medina de Wasqa, describiéndola como: 

Entre sus fortalezas se encuentra Bitra Sily, que es un castillo con su población que tiene una mezquita aljama.
Al-Udrí

Aunque fue conquistada en 1103 ya en marzo del año 1099 el rey Pedro I de Aragón confirmó al monasterio de Montearagón la iglesia de “Petraselze”.

## Administración y política
| Período   | Alcalde                    | Partido |  |
| --------- | -------------------------- | ------- |  |
| 1979-1983 | Félix Fontán Cortés        | UCD     |  |
| 1983-1987 |                            |         |  |
| 1987-1991 |                            |         |  |
| 1991-1995 |                            |         |  |
| 1995-1999 |                            |         |  |
| 1999-2003 |                            |         |  |
| 2003-2007 | Pascual Catalán Satué      | PSOE    |  |
| 2007-2011 |                            |         |  |
| 2011-2015 | Sergio Villacampa Ferrando | PP      |  |
| 2015-2019 | Jesús Sánchez Caudevilla   | PSOE    |  |

| Partido político    | Partido político                                   | 2003   | 2007   | 2011   | 2015   | 2019   |
| Partido político    | Partido político                                   | Ediles | Ediles | Ediles | Ediles | Ediles |
|                     | Partido de los Socialistas de Aragón (PSOE-Aragón) | 4      | 2      | 2      | 3      | 3      |
|                     | Partido Popular de Aragón (PP)                     | 1      | 3      | 3      | 1      | —      |
|                     | Partido Aragonés (PAR)                             | —      | —      | —      | 1      | 0      |
|                     | Chunta Aragonesista (CHA)                          | —      | 0      | —      | —      | —      |
| Total de concejales | Total de concejales                                | 5      | 5      | 5      | 5      | 3      |

## Demografía
Piracés cuenta con una población de 95 habitantes (INE 2024).
| Gráfica de evolución demográfica de Piracés entre 1842 y 2021                                                       |
| |
| Población de derecho según los censos de población del INE Población de hecho según los censos de población del INE |

## Monumentos

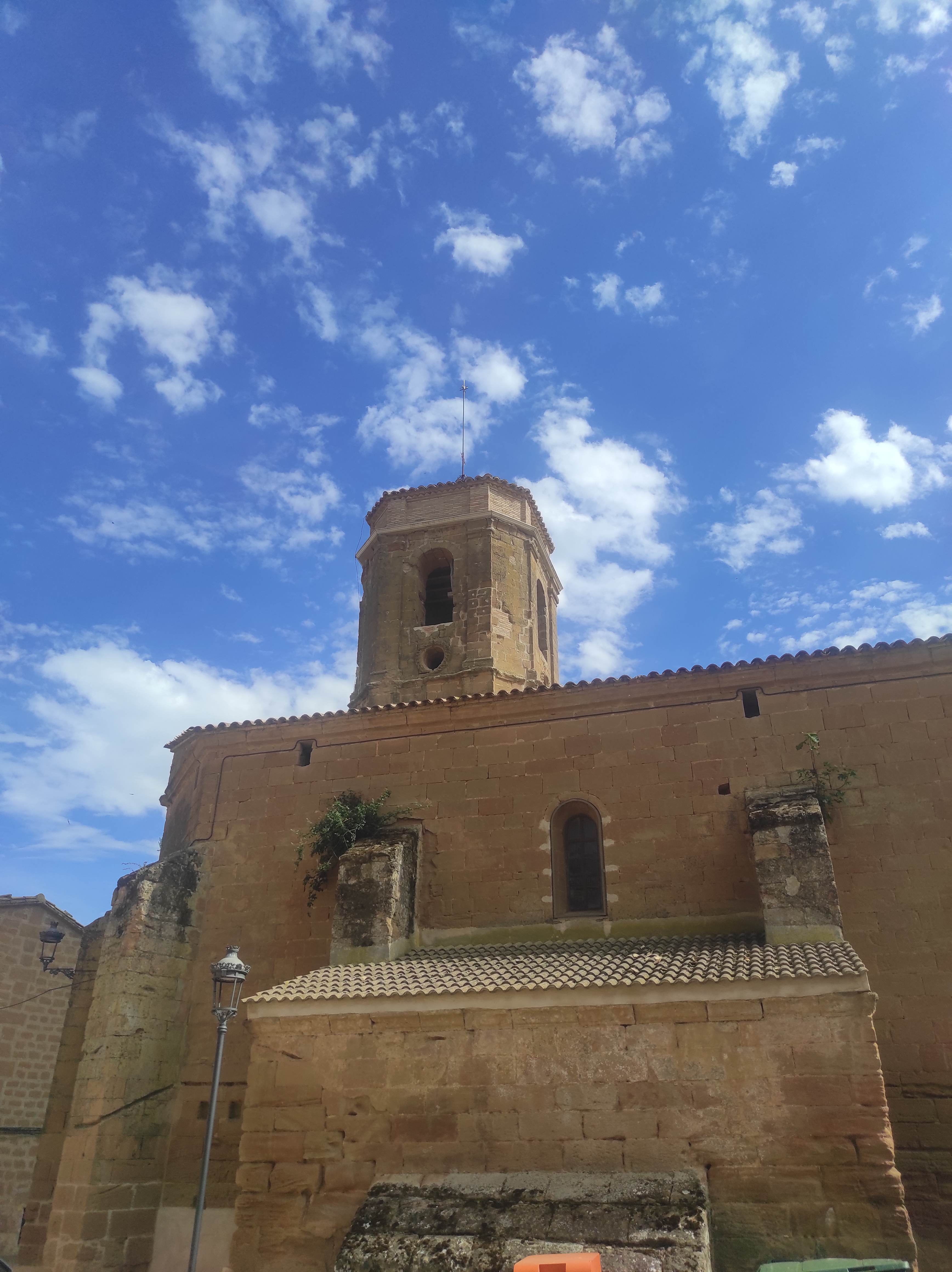
Iglesia parroquial de Piracés vista desde la plaza mayor de la población

### Iglesia parroquial dedicada a San Pedro
Se trata de una construcción original de la segunda mitad del siglo XVI, de estilo gótico tardío aunque tras un recrecimiento en el siglo XVIII de estilo barroco en el que se le añadió un cuerpo octogonal a la torre ha sufrido muchos cambios. Se trata de un edificio construido en sillería, de planta rectangular de nave única con dos capillas laterales, una a cada lado a modo de falso crucero, cabecera poligonal orientada al este y torre campanario que sobresale en planta al lado de la cabecera, en el ángulo sureste. 
En el exterior cuenta con anchos contrafuertes, un acceso en el muro meridional con una cubierta moderna pero una portada de estilo clásico al igual que cuenta con la torre hecha en sillería con cuatro cuerpos, siendo el último de época moderna, separados por cornisas. En el interior la única nave se dividida en tres cuerpos, con bóvedas estrelladas cuyos nervios se apoyan en las ménsulas pegadas al muro.

### Ermita de la Virgen de la Corona
Es un templo de estilo románico construido en sillar a finales del siglo XII aunque con reformas en los siglos XVI y XVIII. Su planta es rectangular, de nave única con la sacristía ubicada en el muro norte y una cabecera plana al este.
En la ermita se pueden apreciar las tres etapas constructivas, la románica se aprecia sobre todo en los muros sur y norte hasta la altura de la línea de canecillos lisos donde se apoyaba la cornisa original y marca la altura original del templo románico, que llegaba desde los pies hasta la cabecera plana, que es de etapa constructiva ya que en el siglo XVI se realizó una ampliación del templo, cambiando la cabecera románica original por la cabecera plana y en la que se incrustó un monolito piramidal con la inscripción "Año 1505". Posteriormente en el siglo XVIII se añadió la sacristía y se recreció el templo por completo. La entrada está en el muro meridional en un vano original pero su decoración ha sufrido numerosas transformaciones y actualmente es un arco de medio punto repicado de dovelas enmarcadas por una nacela pero hasta hace pocos años se conservaba bajo el arco de piedra un arco de ladrillo que fue desmontado.
El interior se divide en cuatro tramos, que son los románicos originales aunque dos están construidos en ladrillo y los otros dos en sillar, mientras que la bóveda es de lunetos entre fajones construida en ladrillo, producto de la elevación moderna del techo. Dentro del templo también se ha documentado la presencia de restos pictóricos de una escena del Calvario en el segundo tramo sur del templo.

### Castillo de Piracés
También conocido como la Piedra del Mediodía, es una piedra que fue incorporada a la construcción musulmana del hisn de Bitra-Silg o Petra Silice, construida entre los siglos X y XI y siendo uno de los asentamientos más importantes rurales de la medina de Wasqa y uno de los ocho recintos que protegían la ciudad oscense. El recinto aparece mencionado en la crónico del al-Udri y fue conquistado hacia 1103, apareciendo como tenientes desde entonces Ortí Ortiz, Ato Garcés, Fortún Dat y Jimeno de Artusella como tenentes. 

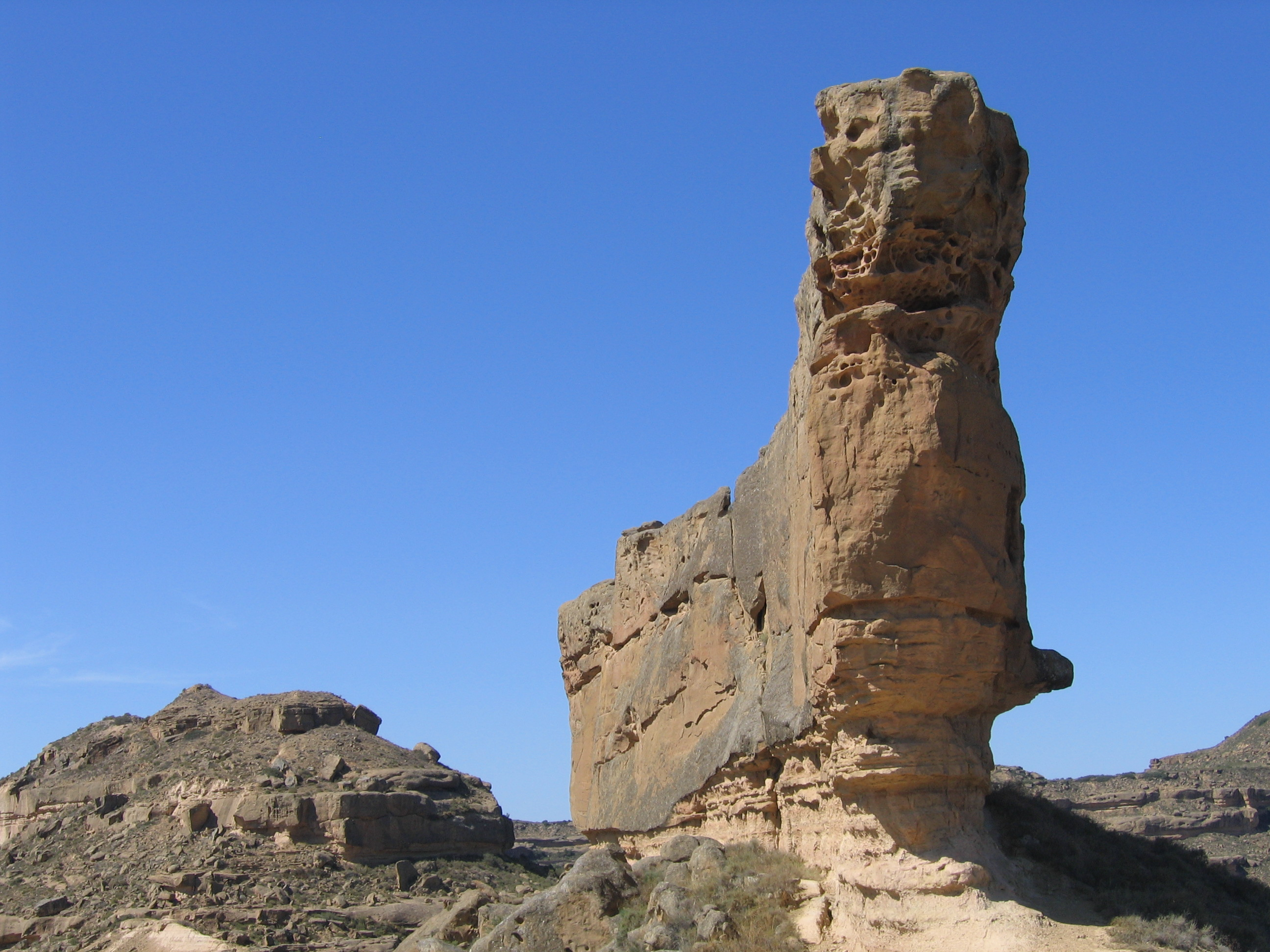
La piedra de Mediodía es parte del conjunto fortificado de Bitra-Silg junto con la llamada Torre de las Cabezas Cortadas.

Actualmente el bloque de arenisca de 80 m de longitud, unos 4 m de anchura media y 25 m de altura es de los pocos restos que quedan del hisn junto con la llamada Torre de las Cabezas Cortadas, que se encuentra en la parte norte del conjunto y en una cota más elevada. Se trata de dos conjuntos fortificados y amurallados por la parte oeste, de los que se conservan los arranques de sillares, que protegían la torre de 5,70 por 4,70 m de lado, siendo esta un apéndice defensivo del conjunto principal de la Piedra del Mediodía. El nombre del conjunto amurallado viene de la creencia popular de que en el lugar se realizaban sacrificios humanos ya que al lado del aljibe presente en la cara oeste se ha conservado una losa rectangular tallada a modo de pila para recoger líquidos.

### Otros bienes culturales
- Cruz de término de piedra arenisca con decoración de motivos geométricos y datada en 1872 por un lado mientras que en el otro lado tiene grabado un gallo.[19]
- El Pozo, también referido como aljibe se trata de una fuente de origen musulmán datado en el siglo X por la historiadora Marina Aramendia Rodríguez.[20] Tiene una bóveda de cañón reforzada con tres arcos fajones rematada con un ábside lo que lleva a Antonio García Ómedes a considerar que mientras que la perforación freática es musulmana como en poblaciones cercanas, la construcción del acceso y de la bóveda románica lo sitúa en el siglo XII.[13]
- Diversos yacimientos del Eneolítico

## Fiestas
- Día 22 de mayo